# Mohamed El-Sayed
Mohamed El-Sayed (født 3. marts 2003) er en egyptisk fægter.
Han repræsenterede Egypten ved sommer-OL 2020 i Tokyo, hvor han blev elimineret i kvartfinalen.
Ved sommer-OL i Paris i 2024 vandt han bronze i den individuelle konkurrence.